# Komatsuna
Komatsuna (jap. 小松菜; Brassica rapa subsp. nipposinica (L.H.Bailey) Hanelt var. chinoleifera (Viehoever) Kitam.; Syn.: Brassica rapa var. perviridis L.H.Bailey, auch: Japanischer Senfspinat) ist ein Blattgemüse derselben Art wie die Speiserübe (Brassica rapa subsp. rapa).   

## Beschreibung
Komatsuna wird in Japan und Taiwan kommerziell angebaut. Bei einer ausgewachsenen Pflanze sind die Blätter dunkelgrün mit schmalen hellgrünen Stängeln, ungefähr 30 Zentimeter hoch und 18 Zentimeter breit. 

## Ökologie
Die Pflanze wird meistens im Frühjahr und Herbst angebaut, da sie weder extreme Hitze noch extreme Kälte für längere Zeit ertragen kann.

## Verwendung
Komatsuna wird normalerweise pfannengerührt, eingelegt, gekocht und als Suppengemüse verwendet oder frisch in Salaten verarbeitet. Komatsuna ist eine reichhaltige Quelle an Kalzium. Komatsuna findet in einigen asiatischen Ländern als Futterpflanze Verwendung. Die Blätter der Komatsuna-Pflanze können in jedem beliebigen Wachstumsstadium gegessen werden.